# Gran Premio motociclistico del Brasile 1992
Il Gran Premio motociclistico del Brasile 1992 fu la dodicesima e penultima gara del motomondiale 1992. Si disputò il 23 agosto 1992 sul circuito di Interlagos e vide le vittorie di Wayne Rainey nella classe 500, di Luca Cadalora nella classe 250 e di Dirk Raudies nella classe 125.
Inizialmente avrebbe dovuto disputarsi anche la prova relativa ai sidecar, ma è stata annullata a causa dei costi troppo elevati di trasferimento dei materiali in Sudamerica.

## Classe 500
Tornato alle gare dopo il grave incidente delle prove di Assen, il capo classifica del campionato, l'australiano Michael Doohan, ancora in condizioni precarie non è riuscito ad andare oltre il dodicesimo posto della gara. In questo modo lo statunitense Wayne Rainey, vincitore della gara, si è avvicinato a soli due punti, quando manca una sola prova al termine della stagione. Sul podio con Rainey altri due statunitensi, John Kocinski e Doug Chandler.

### Arrivati al traguardo
| Pos. | Nº | Pilota               | Squadra                   | Motocicletta  | Giri | Tempo     | Griglia | Punti |
| ---- | -- | -------------------- | ------------------------- | ------------- | ---- | --------- | ------- | ----- |
| 1º   | 1  | Wayne Rainey         | Marlboro Team Roberts     | Yamaha        | 28   | 48'33.539 | 2º      | 20    |
| 2º   | 4  | John Kocinski        | Marlboro Team Roberts     | Yamaha        | 28   | +13.010   | 1º      | 15    |
| 3º   | 10 | Doug Chandler        | Lucky Strike Suzuki       | Suzuki        | 28   | +20.755   | 5º      | 12    |
| 4º   | 5  | Wayne Gardner        | Rothmans Kanemoto Honda   | Honda         | 28   | +28.893   | 3º      | 10    |
| 5º   | 17 | Miguel Duhamel       | Yamaha Motor France Banco | Yamaha        | 28   | +31.234   | 10º     | 8     |
| 6º   | 28 | Àlex Crivillé        | Campsa Honda              | Honda         | 28   | +31.254   | 6º      | 6     |
| 7º   | 34 | Kevin Schwantz       | Lucky Strike Suzuki       | Suzuki        | 28   | +50.401   | 4º      | 4     |
| 8º   | 12 | Alex Barros          | Cagiva Team Agostini      | Cagiva        | 28   | +53.521   | 11º     | 3     |
| 9º   | 19 | Niall Mackenzie      | Yamaha Motor France Banco | Yamaha        | 28   | +1'02.287 | 12º     | 2     |
| 10º  | 8  | Randy Mamola         | Budweiser Team            | Yamaha        | 28   | +1'10.968 | 9º      | 1     |
| 11º  | 7  | Eddie Lawson         | Cagiva Team Agostini      | Cagiva        | 28   | +1'20.837 | 7º      |       |
| 12º  | 2  | Michael Doohan       | Rothmans Honda            | Honda         | 28   | +1'31.575 | 14º     |       |
| 13º  | 14 | Dominique Sarron     | ROC Banco                 | ROC Yamaha    | 27   | +1 giro   | 17º     |       |
| 14º  | 32 | Toshiyuki Arakaki    |                           | ROC Yamaha    | 27   | +1 giro   | 20º     |       |
| 15º  | 18 | Michael Rudroff      | Rallye Sport              | Harris Yamaha | 27   | +1 giro   | 19º     |       |
| 16º  | 26 | Kevin Mitchell       | MBM Racing                | Harris Yamaha | 27   | +1 giro   | 21º     |       |
| 17º  | 16 | Marco Papa           |                           | Cagiva        | 27   | +1 giro   | 13º     |       |
| 18º  | 27 | Serge David          |                           | ROC Yamaha    | 27   | +1 giro   | 22º     |       |
| 19º  | 23 | Nicholas Schmassmann |                           | ROC Yamaha    | 27   | +1 giro   | 23º     |       |
| 20º  | 11 | Eddie Laycock        | Millar Racing             | Yamaha        | 27   | +1 giro   | 25º     |       |
| 21º  | 29 | Andreas Leuthe       |                           | Harris Yamaha | 27   | +1 giro   | 24º     |       |
| 22º  | 15 | Cees Doorakkers      | HEK Racing                | Harris Yamaha | 27   | +1 giro   | 28º     |       |
| 23º  | 30 | Peter Graves         | Peter Graves Racing       | Harris Yamaha | 26   | +2 giri   | 27º     |       |

### Ritirati
| Nº | Pilota           | Squadra               | Motocicletta  | Giri | Griglia |
| -- | ---------------- | --------------------- | ------------- | ---- | ------- |
| 25 | Josef Doppler    |                       | ROC Yamaha    | 24   | 30º     |
| 24 | Lucio Pedercini  | Paton Grand Prix      | Paton         | 12   | 26º     |
| 21 | Peter Goddard    | Valvoline Team WCM    | ROC Yamaha    | 4    | 15º     |
| 33 | Corrado Catalano | KCS International     | ROC Yamaha    | 3    | 16º     |
| 22 | Simon Buckmaster | Padgett's Motorcycles | Harris Yamaha | 1    | 29º     |
| 6  | Juan Garriga     | Ducados Yamaha        | Yamaha        | 0    | 8º      |

### Non partito
| Nº | Pilota           | Squadra            | Motocicletta | Griglia |
| -- | ---------------- | ------------------ | ------------ | ------- |
| 37 | Juan López Mella | Nivea For Men Team | ROC Yamaha   | 18º     |

## Classe 250
L'italiano Luca Cadalora, già matematicamente campione mondiale, si aggiudica anche la gara davanti agli altri due italiani Max Biaggi e Loris Reggiani.

### Arrivati al traguardo
| Pos. | Pilota                    | Motocicletta | Giri | Tempo     | Griglia | Punti |
| ---- | ------------------------- | ------------ | ---- | --------- | ------- | ----- |
| 1º   | Luca Cadalora             | Honda        | 26   | 45'45.808 | 5º      | 20    |
| 2º   | Max Biaggi                | Aprilia      | 26   | +3.650    | 1º      | 15    |
| 3º   | Loris Reggiani            | Aprilia      | 26   | +3.922    | 2º      | 12    |
| 4º   | Doriano Romboni           | Honda        | 26   | +7.560    | 3º      | 10    |
| 5º   | Jochen Schmid             | Yamaha       | 26   | +16.221   | 8º      | 8     |
| 6º   | Helmut Bradl              | Honda        | 26   | +21.434   |         | 6     |
| 7º   | Loris Capirossi           | Honda        | 26   | +30.564   | 6º      | 4     |
| 8º   | Alberto Puig              | Aprilia      | 26   | +36.079   | 12º     | 3     |
| 9º   | Patrick van den Goorbergh | Aprilia      | 26   | +38.279   | 13º     | 2     |
| 10º  | Andreas Preining          | Aprilia      | 26   | +38.294   | 10º     | 1     |
| 11º  | Wilco Zeelenberg          | Suzuki       | 26   | +42.496   | 16º     |       |
| 12º  | Jean-Philippe Ruggia      | Gilera       | 26   | +42.721   | 11º     |       |
| 13º  | Masahiro Shimizu          | Honda        | 26   | +44.279   | 19º     |       |
| 14º  | Carlos Lavado             | Gilera       | 26   | +57.406   | 7º      |       |
| 15º  | Herri Torrontegui         | Suzuki       | 26   | +58.146   | 21º     |       |
| 16º  | Bernd Kassner             | Aprilia      | 26   | +1'06.792 | 14º     |       |
| 17º  | Jurgen van den Goorbergh  | Aprilia      | 26   | +1'24.828 | 20º     |       |
| 18º  | Yves Briguet              | Honda        | 26   | +1'28.889 |         |       |
| 19º  | Bernard Haenggeli         | Aprilia      | 26   | +1'36.182 | 32º     |       |
| 20º  | Frédéric Protat           | Aprilia      | 26   | +1'45.448 | 25º     |       |
| 21º  | Stefan Prein              | Honda        | 26   | +1'48.338 | 33º     |       |
| 22º  | Katsuyoshi Kozono         | Honda        | 26   | +1'49.628 | 24º     |       |
| 23º  | Renzo Colleoni            | Yamaha       | 25   | +1 giro   | 29º     |       |
| 24º  | Bernard Cazade            | Honda        | 25   | +1 giro   | 28º     |       |
| 25º  | Luis Lavado               | Yamaha       | 25   | +1 giro   | 26º     |       |
| 26º  | Adi Stadler               | Honda        | 25   | +1 giro   | 35º     |       |
| 27º  | Michele Gallina           | Yamaha       | 25   | +1 giro   | 31º     |       |

### Ritirati
| Pilota              | Motocicletta | Giri | Griglia |
| ------------------- | ------------ | ---- | ------- |
| Eskil Suter         | Aprilia      | 21   | 17º     |
| Pierfrancesco Chili | Aprilia      | 16   | 4º      |
| Paolo Casoli        | Yamaha       | 15   | 23º     |
| Luis d'Antín        | Honda        | 15   |         |
| Harald Eckl         | Aprilia      | 8    | 30º     |
| José Kuhn           | Honda        | 7    | 22º     |
| Adrian Bosshard     | Honda        | 2    |         |

### Non partito
| Pilota         | Motocicletta |
| -------------- | ------------ |
| Walter Catania | Aprilia      |

## Classe 125
Il pilota tedesco Dirk Raudies ottiene il suo primo successo nel motomondiale, precedendo lo spagnolo Jorge Martínez e l'italiano Alessandro Gramigni. Con il terzo posto Gramigni consolida il suo primato in classifica dove ora ha otto punti di vantaggio sull'altro italiano Fausto Gresini.

### Arrivati al traguardo
| Pos. | Pilota              | Motocicletta | Tempo     | Griglia | Punti |
| ---- | ------------------- | ------------ | --------- | ------- | ----- |
| 1º   | Dirk Raudies        | Honda        | 44'37.091 | 7º      | 20    |
| 2º   | Jorge Martínez      | Honda        | +11.309   | 24º     | 15    |
| 3º   | Alessandro Gramigni | Aprilia      | +11.717   | 4º      | 12    |
| 4º   | Bruno Casanova      | Aprilia      | +11.720   |         | 10    |
| 5º   | Oliver Petrucciani  | Honda        | +28.358   | 9º      | 8     |
| 6º   | Fausto Gresini      | Honda        | +31.975   | 2º      | 6     |
| 7º   | Noboru Ueda         | Honda        | +32.248   | 11º     | 4     |
| 8º   | Nobuyuki Wakai      | Honda        | +32.707   | 6º      | 3     |
| 9º   | Carlos Giró         | Aprilia      | +36.723   | 31º     | 2     |
| 10º  | Ezio Gianola        | Honda        | +36.845   | 14º     | 1     |
| 11º  | Gabriele Debbia     | Honda        | +38.190   | 12º     |       |
| 12º  | Loek Bodelier       | Honda        | +41.607   |         |       |
| 13º  | Maik Stief          | Aprilia      | +45.300   |         |       |
| 14º  | Kazuto Sakata       | Honda        | +55.552   | 1º      |       |
| 15º  | Ralf Waldmann       | Honda        | +57.816   | 3º      |       |
| 16º  | Oliver Koch         | Honda        | +1'06.370 |         |       |
| 17º  | Takao Shimizu       | Honda        | +1'09.301 |         |       |
| 18º  | Manuel Hernández    | Aprilia      | +1'19.258 | 8º      |       |
| 19º  | Arie Molenaar       | Aprilia      | +1'19.265 | 18º     |       |
| 20º  | Robin Appleyard     | Honda        | +1'39.001 |         |       |
| 21º  | Giovanni Palmieri   | Gazzaniga    | +1'39.391 |         |       |
| 22º  | Hubert Abold        | Honda        | +1'39.770 |         |       |
| 23º  | Heinz Lüthi         | Honda        | +1'54.148 |         |       |
| 24º  | Johnny Wickström    | Honda        | +2 giri   |         |       |

### Ritirati
| Pilota           | Motocicletta | Griglia |
| ---------------- | ------------ | ------- |
| Luis Alvaro      | JJ Cobas     | 5º      |
| Alain Bronec     | Honda        |         |
| Peter Galvin     | Honda        | 29º     |
| Julián Miralles  | Honda        |         |
| Peter Öttl       | Rotax        | 13º     |
| Steve Patrickson | Honda        | 23º     |
| Hans Spaan       | Aprilia      | 15º     |
| Maurizio Vitali  | Gazzaniga    | 17º     |
| Kin'ya Wada      | Honda        |         |
| Alfred Waibel    | Honda        | 32º     |